# Chiesa di San Quirico (Buddusò)
La chiesa di San Quirico è un edificio religioso situato a Buddusò, centro abitato della Sardegna centrale.
Consacrata al culto cattolico fa parte della parrocchia di Santa Anastasia, diocesi di Ozieri.
Secondo il canonico Giovanni Spano "Venne fondata dal decano Sotgiu d'Alghero, prebendato del villaggio (...) nel 1651, come consta dall'iscrizione della facciata e restaurata nel 1852", in Emendamenti e aggiunte all'itinerario dell'isola di Sardegna del Conte Alberto La Marmora (1874).